# 孙来沈
孙来沈（1956年6月—），山东莱州人。汉族。加入中国共产党。中国人民解放军少将军衔。
曾任海军航空兵某部海空雄鹰团团长，海军航空兵某师副师长，东海舰队航空兵参谋长、副司令员、司令员，东海舰队副司令员兼舰队航空兵司令员等职。2016年，任东部战区海军副司令员兼战区海军航空兵司令员。
2013年，当选第十二届全国人民代表大会解放军代表。